# Графические форматы
Графи́ческий форма́т — это способ записи графической информации. Графические форматы файлов предназначены для хранения изображений, таких как фотографии и рисунки.
Графические форматы делятся на векторные и растровые. Большинство графических форматов реализуют сжатие данных (одни — с потерями, другие — без).

## Растровые форматы
- BMP
- ECW
- GIF
- ICO
- ILBM
- JPEG
- JPEG 2000
- MrSID
- PCX
- PNG
- PSD
- TGA
- TIFF
- JFIF
- HD Photo
- WebP
- XBM
- XPS
- RLA
- RPF
- PNM

## Векторные форматы
Подробнее:

### 2D
- Scalable Vector Graphics (SVG и SVGZ)
- Метафайлы Windows: WMF, EMF
- Файлы CorelDraw: →CDR, CMX
- Adobe Illustrator (AI)
- XAR

### 3D
- COLLADA — формат, разработанный для обмена между 3D приложениями.
- SKP
- STL — формат для стереолитографии
- U3D — Universal 3D(Универсальный)
- VRML — Virtual Reality Modeling Language
- X3D
- .3ds
- 3DXM
- .blend

## Комплексные форматы
- DjVu
- PDF
- CGM